# Daryl Werker
Daryl Werker (Mechelen, 27 giugno 1994) è un calciatore olandese, difensore svincolato.

## Statistiche

### Presenze e reti nei club
Statistiche aggiornate all'11 dicembre 2017.
| Stagione        | Squadra         | Campionato      | Campionato | Campionato | Coppe nazionali | Coppe nazionali | Coppe nazionali | Coppe continentali | Coppe continentali | Coppe continentali | Altre coppe | Altre coppe | Altre coppe | Totale | Totale | Totale |
| Stagione        | Squadra         | Comp            | Pres       | Reti       | Comp            | Pres            | Reti            | Comp               | Pres               | Reti               | Comp        | Pres        | Reti        | Pres   | Reti   |        |
| --------------- | --------------- | --------------- | ---------- | ---------- | --------------- | --------------- | --------------- | ------------------ | ------------------ | ------------------ | ----------- | ----------- | ----------- | ------ | ------ | ------ |
| 2013-2014       | Roda JC         | E               | 0          | 0          | KB              | 0               | 0               | -                  | -                  | -                  | -           | -           | -           | 0      | 0      |        |
| 2014-2015       | Roda JC         | ED              | 5          | 0          | KB              | 2               | 0               | -                  | -                  | -                  | -           | -           | -           | 7      | 0      |        |
| 2015-gen. 2016  | Roda JC         | E               | 5          | 0          | KB              | 1               | 0               | -                  | -                  | -                  | -           | -           | -           | 6      | 0      |        |
| gen.-giu. 2016  | MVV Maastricht  | ED              | 13+4       | 0+1        | KB              | -               | -               | -                  | -                  | -                  | -           | -           | -           | 17     | 1      |        |
| 2016-2017       | Roda JC         | E               | 22+4       | 1+1        | KB              | 1               | 0               | -                  | -                  | -                  | -           | -           | -           | 27     | 2      |        |
| 2017-2018       | Roda JC         | E               | 6          | 0          | KB              | 0               | 0               | -                  | -                  | -                  | -           | -           | -           | 6      | 0      |        |
| Totale Roda JC  | Totale Roda JC  | Totale Roda JC  | 38+4       | 1+1        |                 | 4               | 0               |                    | -                  | -                  |             | -           | -           | 46     | 2      |        |
| Totale carriera | Totale carriera | Totale carriera | 51+5       | 1+2        |                 | 4               | 0               |                    | -                  | -                  |             | -           | -           | 60     | 3      |        |